# Abdelmonem Chouayet
Abdelmonem Chouayet est un acteur et metteur en scène tunisien. Il enseigne le théâtre à l’Institut supérieur d'art dramatique de Tunis et au El Teatro Studio.

## Cinéma

### Longs métrages
- 2005 : Le Prince de Mohamed Zran
- 2006 : Tendresse du loup de Jilani Saadi
- 2009 : Cinecittà d'Ibrahim Letaïef
- 2010 : Le Dernier mirage de Nidhal Chatta
- 2012 : Nesma de Homeïda Behi
- 2013 : Bastardo de Nejib Belkadhi[1]
- 2015 : Narcisse de Sonia Chamkhi
- 2016 : Parfum de printemps de Férid Boughedir

### Courts métrages
- 2006 : Comme les autres de Mohamed Ben Attia
- 2006 : Le Rendez-vous de Sarra Abidi
- 2013 : Late Spring de Zachary Kerschberg
- 2015 : Choices de Zachary Kerschberg et John Paul Su

## Télévision
- 2001 : Ryhana de Hamadi Arafa
- 2005 : Chara Al Hobb de Hamadi Arafa
- 2017 : Lemnara d'Atef Ben Hassine
- 2025 : Salla Salla de Mohamed Ali Mihoub

## Théâtre
- 2001 : Faits divers, texte de Danïil Harms et mise en scène de Khaoula Hadef
- 2005 : État civil d'Atef Ben Hassine
- 2006 : Borj Eddalou de Taoufik El Ayeb
- 2011 : Antigone, mise en scène d'Abdelmonem Chouayet
- 2012 : Nicotine d'Atef Ben Hassine
- 2015 : Un Riche, trois pauvres, texte de Louis Calaferte et mise en scène d'Abdelmonem Chouayet[2]